# プリマジェスト
株式会社プリマジェストは、イメージ情報の処理に関するハードウェアおよびソフトウェアの開発・製造・販売・保守を行う会社でシステムインテグレーター（独立系）。
2012年1月1日に、バンクテック・ジャパン株式会社から株式会社プリマジェストに社名を変更した。
2024年4月1日からキヤノンマーケティングジャパン傘下になる予定。

## 歴史
- 1968年7月 - レコグニション・エクイップメント（ジャパン）インコーポレイテッドの日本サービス事務所として開設。
- 1998年7月 - レコグニション・ジャパン・インコーポレイテッドが（旧）バンクテック・ジャパン株式会社に営業譲渡。
- 2002年11月 - マネジメント・バイアウト（MBO）により、米国バンクテック社から独立。
- 2006年10月 - ジャスダックに上場。
- 2008年11月 - 神奈川県川崎市幸区に本社移転。
- 2009年12月 - 経営陣等の出資を受けマネジメント・アンド・エンプロイーバイアウト（MEBO）を実施。
- 2010年4月 - 上場廃止。
- 2012年1月 - プリマジェスト（英語名 Primagest）に社名を変更。
- 2017年7月 - オリックス株式会社の出資を受け、オリックスグループ入り
- 2024年4月 - キヤノンマーケティングジャパン傘下になる予定。

## 商品
- ハードウェア
  - ImageValue 20（超高速スキャナー、白黒/グレイ/カラー（200～300dpi）、300～600枚/分）
  - ImageValue SS (超高速スキャナソータ、300枚～600枚/分)
  - HDP3000CU(卓上型省スペースMICR/OCRソータ)
  - SP300(高速バーコードリーダ・ソータ)

- ソフトウェア
  - Infinity Process Management(次世代基幹系BPMツール)
  - Infinity Rule Manager(BRMSソフトウェア)
  - XDR-III（帳票認識、OCR読み取り）
  - XDR-Ⅴ(高精度認識処理エンジン)
  - ImageFocus(フレキシブルイメージ検索)

- アウトソーシングサービス
  - 導入前コンサルティング
  - スキャニングサービス
  - データ入力
  - 受付・開封・点検・確認

- クラウドサービス
  - デジタル採点システム
  - イメージワークフロー事務集中基盤

## システム開発
- 統合事務集中システム
- 保険新規/保全/支払処理システム
- レセプト処理システム
- 公共料金支払処理システム
- デジタル採点システム

など